# محوطه و گورستان خورگام
محوطه و گورستان خورگام مربوط به دوره اشکانیان - دوره ساسانیان است و در بره سر، ابتدای شهر واقع شده و این اثر در تاریخ ۲۲ مرداد ۱۳۸۴ با شمارهٔ ثبت ۱۳۲۲۰ به‌عنوان یکی از آثار ملی ایران به ثبت رسیده است.